# Оно, Такаси
Така́си О́но (яп. 小野 喬 Оно Такаси, 26 июля 1931) — японский гимнаст, пятикратный олимпийский чемпион и двукратный чемпион мира. Один из трёх спортсменов в истории Олимпийских игр, завоевавших не менее 4 медалей каждого достоинства.
Такаси Оно родился в 1931 году в городе Носиро префектуры Акита; окончил Университет Кэйо.
В 1952 году на Олимпийских играх в Хельсинки Такаси Оно завоевал бронзовую медаль в опорном прыжке, а в 1956 году на Олимпийских играх в Мельбурне получил четыре медали: золотую, три серебряные и одну бронзовую. На чемпионате мира 1958 года стал обладателем четырёх серебряных медалей и одной бронзовой. В 1960 году на Олимпийских играх в Риме завоевал три золота (в том числе за опорный прыжок и упражнения на перекладине), одну серебряную и две бронзовые медали. В 1962 году завоевал две золотые медали чемпионата мира, а в 1964 году на Олимпийских играх в Токио выиграл ещё одну золотую олимпийскую медаль.
Жена — японская гимнастка Киёко Оно (в девичестве — Оидзуми, род. 1936), обладательница бронзы Олимпийских игр 1964 года в командном первенстве. Киёко Оно в 1986—2007 годах была членом верхней палаты парламента Японии.